# Réseau du sport étudiant du Québec
(Motto del RSEQ)
Il  Réseau du sport étudiant du Québec (abbreviato RSEQ - letteralmente in italiano Rete dello sport studentesco del Québec) è la principale federazione sportiva di sviluppo e gestione dello sport giovanile e scolastico della regione canadese del Québec. Rientrano nel suo ambito 24 discipline sportive differenti, sia maschili che femminili, articolate sui 4 livelli scolastici: scuola primaria, scuola secondaria, college e università.

## Storia e struttura
La federazione nacque nel 1988 dall'unificazione di tre organi preesistenti: la Fédération du sport scolaire du Québec, la Fédération des associations sportives collégiales du Québec e l'Association sportive universitaire du Québec. Inizialmente assunse il nome di Fédération québécoise du sport étudiant (Federazione dello sport studentesco del Québec), mutandolo nel 2010 in Réseau du sport étudiant du Québec.
Il RSEQ adotta come organi di comunicazione la web tv RSEQ.tv (che trasmette on line gli eventi sportivi), il sito ufficiale e la rivista De Facto .
Il RSEQ è a sua volta affiliato al U Sports, l'equivalente canadese della statunitense NCAA.

## Discipline sportive
Queste sono le discipline riconosciute in seno al RSEQ:
- Atletica
- Badminton
- Baseball
- Pallacanestro
- Cheerleading
- Corsa campestre
- Flag football
- Football canadese
- Golf
- Ginnastica artistica
- Sollevamento pesi
- Hockey su ghiaccio
- Judo
- Lacrosse
- Nuoto
- Rugby
- Sci
- Calcio
- Tennis
- Tennistavolo
- Ultimate
- Mountain bike
- Pallavolo

## Università affiliate
Al RSEQ sono affiliate 10 università canadesi , i cui club sportivi partecipano a 14 campionati regionali; gli atleti migliori vengono ammessi ai campionati nazionali canadesi (SIC) che si articolano su 11 discipline (atletica leggera indoor, badminton, pallacanestro, cheerleading, corsa campestre, football canadese, golf, hockey su ghiaccio, nuoto, rugby, sci, calcio, pallavolo)
| Istituzione                            | Denominazione squadre sportive | Città          | Anno di fondazione |
| -------------------------------------- | ------------------------------ | -------------- | ------------------ |
| Università Concordia                   | Stingers                       | Montréal       | 1896               |
| Università Laval                       | Rouge et Or                    | Québec         | 1663               |
| Università del Québec a Montréal       | Citadins                       | Montréal       | 1969               |
| Università del Québec a Trois-Rivières | Patriotes                      | Trois-Rivières | 1969               |
| Università del Québec nell'Outaouais   | Torrents                       | Gatineau       | ?                  |
| Università del Québec a Rimouski       | Nordets                        | Rimouski       | ?                  |
| Università McGill                      | Redbirds, Martlets             | Montréal       | 1821               |
| Università Bishop's                    | Gaiters                        | Sherbrooke     | 1843               |
| Università di Montréal                 | Carabins                       | Montréal       | 1878               |
| Università di Sherbrooke               | Vert et Or                     | Sherbrooke     | 1954               |

### Impianti
Questi sono i principali impianti sportivi delle università affiliate al RSEQ:
| Istituzione                            | Stadio di football canadese          | Capienza | Palazzetto per pallacanestro | Capienza | Arena da hockey su ghiaccio | Capienza | Stadio di calcio                     | Capienza |
| -------------------------------------- | ------------------------------------ | -------- | ---------------------------- | -------- | --------------------------- | -------- | ------------------------------------ | -------- |
| Università Concordia                   | Stadio Concordia                     | 4 000    | Concordia Gymnasium          | 750      | Arena Ed Meagher            | 1 500    | Stadio Concordia                     | 4 000    |
| Università Laval                       | Stadio TELUS-Université Laval        | 12 750   | Arena PEPS                   | 2 500    | Arena PEPS                  | 2 000    | Stadio TELUS-Université Laval        | 12 750   |
| Università del Québec a Montréal       | --                                   | --       | Centre sportif de l'UQAM     | 600      | --                          | --       | Complexe sportif Claude-Robillard    | 1 000    |
| Università del Québec a Trois-Rivières | --                                   | --       | --                           | --       | Colisée de Trois-Rivières   | 2 700    | Stadio dell'UQTR                     | 1 500    |
| Università McGill                      | Stade Percival-Molson                | 25 012   | Love Competition Hall        | 1 500    | Aréna McConnell             | 1 600    | Stadio Percival-Molson               | 25 012   |
| Università Bishop's                    | Coulter Field                        | 2 000    | John H. Price Sports Centre  | 1 400    | Aréna W.B. Scott            | 1 200    | Coulter Field                        | 2 000    |
| Università di Montréal                 | CEPSUM (Stadio)                      | 5 100    | --                           | --       | CEPSUM (Arena)              | 2500     | CEPSUM (Stadio)                      | 5 100    |
| Università di Sherbrooke               | Stadio dell'Università de Sherbrooke | 3 359    | --                           | --       | --                          | --       | Stadio dell'Università di Sherbrooke | 3 359    |

## College affiliati
Sono 64 i college (o cégep) affiliati al Réseau du sport étudiant du Québec. I loro studenti concorrono ai 17 campionati regionali e i migliori accedono alle finali nazionali, articolate su sei discipline. Le squadre sono 99. Questa sezione del RSEQ organizza sette leghe sportive di livello 1 (il più alto della categoria) articolate su quattro discipline (pallacanestro, football canadese, calcio, pallavolo). Vi sono poi leghe di classe 2 e 3, dove il livello è più basso e sull'agonismo prevale lo spirito ricreativo.
Fino all'autunno 2011, la denominazione dei livelli era AAA, AA e A.
| Istituto                                      | Denominazione squadre sportive | Città                       |
| --------------------------------------------- | ------------------------------ | --------------------------- |
| Cégep di Abitibi-Témiscamingue                | Gaillards, Astrelles           | Rouyn-Noranda               |
| Collège Ahuntsic                              | Indiens                        | Montréal                    |
| Collège di Alma                               | Jeannois                       | Alma                        |
| Collège André-Grasset                         | Phénix                         | Montréal                    |
| Cégep André-Laurendeau                        | Boomerang                      | Montréal                    |
| Cégep di Baie-Comeau                          | Trappeurs                      | Baie-Comeau                 |
| Cégep Beauce-Appalaches                       | Condors                        | Saint-Georges               |
| Collège di Bois-de-Boulogne                   | Cavaliers                      | Montréal                    |
| Centre d'études collégiales Matapédien        | Alizé                          | Amqui                       |
| Centre d'études collégiales di Montmagny      | Combattants                    | Montmagny                   |
| Collège régional Champlain di Lennoxville     | Cougars                        | Sherbrooke                  |
| Collège régional Champlain di Saint-Lambert   | Cavaliers                      | Saint-Lambert               |
| Collège régional Champlain St. Lawrence       | Lions                          | Québec                      |
| Cégep di Chicoutimi                           | Cougars                        | Saguenay                    |
| Cégep di Drummondville                        | Voltigeurs                     | Drummondville               |
| Collège Édouard-Montpetit                     | Lynx                           | Longueuil                   |
| Cégep Garneau                                 | Élans                          | Québec                      |
| Cégep de la Gaspésie et des Îles              | Bleu marin                     | Gaspé                       |
| Collège Gérald-Godin                          | Gladiateurs                    | Montréal                    |
| Cégep di Granby Haute-Yamaska                 | Inouk                          | Granby                      |
| Collège Harrington                            | Icebergs                       | Oka                         |
| Collège Héritage                              | Hurricane                      | Gatineau                    |
| Collège Jean-de-Brébeuf                       | Dynamiques                     | Montréal                    |
| Collège John Abbott                           | Islanders                      | Sainte-Anne-de-Bellevue     |
| Cégep di Jonquière                            | Gaillards                      | Saguenay                    |
| Cégep di La Pocatière                         | Gaulois, Monadnocks            | La Pocatière                |
| Collège Laflèche                              | Dragons                        | Trois-Rivières              |
| Cégep régional di Lanaudière a L'Assomption   | Cyclones                       | L'Assomption                |
| Cégep régional di Lanaudière a Joliette       | Pistolets                      | Joliette                    |
| Cégep régional di Lanaudière a Terrebonne     | Rafales                        | Terrebonne                  |
| Cégep di Lévis-Lauzon                         | Faucons                        | Lévis                       |
| Cégep Limoilou                                | Titans                         | Québec                      |
| Cégep Lionel-Groulx                           | Nordiques                      | Sainte-Thérèse              |
| Collège di Maisonneuve                        | Vikings                        | Montréal                    |
| Collège Marianopolis                          | Demons                         | Westmount                   |
| Cégep Marie-Victorin                          | Trappeurs                      | Montréal                    |
| Cégep di Matane                               | Éoles                          | Matane                      |
| Collège Mérici                                | Panthères                      | Québec                      |
| Collège Montmorency                           | Nomades                        | Laval                       |
| Campus Notre-Dame-de-Foy                      | Notre-Dame                     | Saint-Augustin-de-Desmaures |
| Collège préuniversitaire Nouvelles Frontières | Préu                           | Gatineau                    |
| Cégep de l'Outaouais                          | Griffons                       | Gatineau                    |
| Cégep di Rimouski                             | Pionniers                      | Rimouski                    |
| Cégep di Rivière-du-Loup                      | Portageurs                     | Rivière-du-Loup             |
| Collège di Rosemont                           | Gaulois                        | Montréal                    |
| Séminaire di Sherbrooke                       | Barons                         | Sherbrooke                  |
| Cégep di Sept-Îles                            | Voyageurs                      | Sept-Îles                   |
| Collège Shawinigan                            | Électriks                      | Shawinigan                  |
| Cégep di Sherbrooke                           | Volontaires                    | Sherbrooke                  |
| Cégep di Sorel-Tracy                          | Rebelles                       | Sorel-Tracy                 |
| Cégep di Sainte-Foy                           | Dynamiques                     | Québec                      |
| Cégep di Saint-Félicien                       | Kioki                          | Saint-Félicien              |
| Cégep di Saint-Hyacinthe                      | Lauréats                       | Saint-Hyacinthe             |
| Cégep di Saint-Jean-sur-Richelieu             | Géants                         | Saint-Jean-sur-Richelieu    |
| Cégep di Saint-Jérôme                         | Cheminots                      | Saint-Jérôme                |
| Cégep di Saint-Laurent                        | Patriotes                      | Montréal                    |
| Cégep de Thetford                             | Filons                         | Thetford Mines              |
| Cégep di Trois-Rivières                       | Diablos                        | Trois-Rivières              |
| Campus do Val-d'Or                            | Météores                       | Val-d'Or                    |
| Collège di Valleyfield                        | Noir et Or                     | Valleyfield                 |
| Collège Vanier                                | Cheetahs                       | Montréal                    |
| Cégep di Victoriaville                        | Vulkins                        | Victoriaville               |
| Cégep di Vieux Montréal                       | Spartiates                     | Montréal                    |